# RTL2 (Croatie)
Pour les articles homonymes, voir RTL2 (homonymie).
RTL2 est une chaîne de télévision généraliste commerciale privée croate lancée par RTL Hrvatska le 2 janvier 2011.

## Programmes
Elle est consacrée au divertissement.